# Warner Oland
Warner Oland est un acteur suédois né le 3 octobre 1879 à Nyby (Suède), mort le 6 août 1938 à Stockholm (Suède).

## Biographie
Né en Suède, ses parents ont émigré aux États-Unis en 1892. Là, il fut plus tard connu principalement pour son interprétation de Charlie Chan. Il fumait beaucoup et buvait de l'alcool. Il est mort d'une pneumonie à l'âge de 58 ans lors d'une tournée dans son pays natal.

## Filmographie
- 1912 : Pilgrim's Progress
- 1915 : The Romance of Elaine

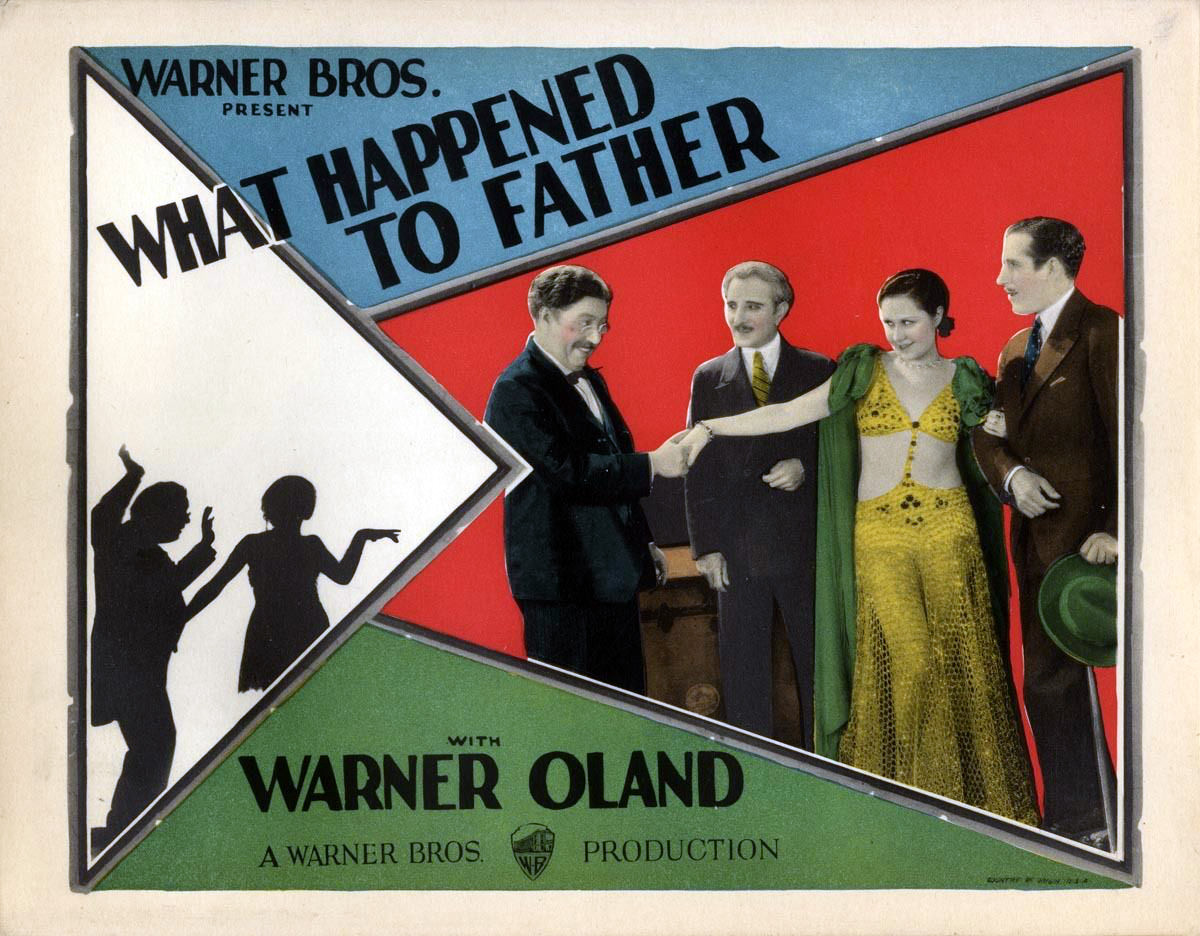
What Happened to Father? (1927).

- 1915 : Sin de Herbert Brenon : Pietro
- 1915 : The Unfaithful Wife
- 1915 : Destruction : Mr. Deleveau
- 1916 : Beatrice Fairfax Episode 4: The Stone God : Detective in office
- 1916 : The Fool's Revenge
- 1916 : The Reapers : James Shaw
- 1916 : The Eternal Sappho : H. Coudal
- 1916 : The Eternal Question : Pierre Felix
- 1916 : Beatrice Fairfax : Detective
- 1916 : The Rise of Susan : Sinclair La Salle
- 1917 : Patria : Baron Huroki
- 1917 : La reine s'ennuie (The Fatal Ring) de George B. Seitz : Richard Carslake
- 1917 : The Cigarette Girl : Mr. Wilson
- 1918 : Convict 993 : Dan Mallory
- 1918 : The Naulahka (en) de George Fitzmaurice : Maharajah
- 1918 : The Mysterious Client : Boris Norjunov
- 1918 : The Yellow Ticket : Baron Andrey
- 1919 : Par amour (The Lightning Raider) de George B. Seitz : Wu Fang
- 1919 : Mandarin's Gold :'Li Hsun
- 1919 : L'Avidité (The Twin Pawns) : John Bent
- 1919 : The Avalanche : Nick Delano
- 1919 : The Witness for the Defense (en) : Captain Ballantyne
- 1920 : The Third Eye : Curtis Steele / Malcolm Graw
- 1920 : The Phantom Foe
- 1921 : The Yellow Arm : Joel Bain
- 1921 : Hurricane Hutch : Clifton Marlowe
- 1922 : Roman chinois (East Is West) : Charley Yong
- 1922 : Le Dernier des Don Farel (The Pride of Palomar) de Frank Borzage : Okada
- 1923 : His Children's Children : Dr. Dahl
- 1924 : The Fighting American (en) de Tom Forman :'Fu Shing
- 1924 : One Night in Rome de Clarence G. Badger : Mario Dorando
- 1924 : So This Is Marriage? : King David
- 1924 : Curlytop : Shanghai Dan
- 1925 : Tom le vengeur (Riders of the Purple Sage) de Lynn Reynolds : Lew Walters, dit le juge Dyer
- 1925 : Don X, fils de Zorro (Don Q Son of Zorro) : The Archduke Paul
- 1925 : Flower of Night : Luke Rand
- 1925 : The Winding Stair : Petras
- 1925 : Infatuation : Osman Pasha
- 1925 : Flower of Night de Paul Bern
- 1926 : Don Juan : Caesar Borgia
- 1926 : The Mystery Club : Eli Sinsabaugh
- 1926 : The Marriage Clause : Max Ravenal
- 1926 : Le Lys de Whitechapel (Twinkletoes) : Roseleaf
- 1926 : Marine d'abord ! (Tell It to the Marines) de George W. Hill : le chef des bandits chinois
- 1926 : Man of the Forest : Clint Beasley
- 1927 : Le Roman de Manon (When a Man Loves) : Andre Lescaut
- 1927 : A Million Bid : Geoffrey Marsh
- 1927 : Old San Francisco : Chris Buckwell
- 1927 : What Happened to Father? : W. Bradberry, Father
- 1927 : Le Chanteur de jazz (The Jazz Singer) : Cantor Rabinowitz
- 1927 : Sailor Izzy Murphy : The girl's father
- 1927 : Good Time Charley : Good Time Charley
- 1928 : Le Clan des aigles (Stand and Deliver) de Donald Crisp : Chika
- 1928 : Wheel of Chance : Mosher Turkeltaub
- 1928 : The Scarlet Lady (en) d'Alan Crosland : Zaneriff
- 1928 : Cœur de tzigane (Dream of Love) : The Duke, Current Dicator
- 1929 : The Faker : Hadrian (the faker)
- 1929 : Quartier chinois (Chinatown Nights) de William A. Wellman : Boston Charley
- 1929 : The Studio Murder Mystery : Rupert Borka
- 1929 : The Mysterious Dr. Fu Manchu : Dr. Fu Manchu
- 1929 : Force (The Mighty) de John Cromwell : Sterky
- 1930 : Dangerous Paradise de William A. Wellman : Schomberg
- 1930 : Le Roi des vagabonds (The Vagabond King) : Thibault
- 1930 : Paramount on Parade de Dorothy Arzner : Fu Manchu (Murder Will Out)
- 1930 : The Return of Dr. Fu Manchu : Dr. Fu Manchu
- 1931 : Docteur Karlov (Drums of Jeopardy) de George B. Seitz : Dr. Boris Karlov
- 1931 : Agent X 27 (Dishonored) de Josef von Sternberg : Col. von Hindau
- 1931 : Charlie Chan Carries On de Hamilton MacFadden : Charlie Chan
- 1931 : The Black Camel de Hamilton MacFadden : Charlie Chan
- 1931 : Daughter of the Dragon : Dr. Fu Manchu
- 1931 : The Big Gamble : Andrew North
- 1932 : Charlie Chan's Chance de John G. Blystone : Charlie Chan
- 1932 : Shanghaï Express de Josef von Sternberg : Mr Henry Chang
- 1932 : A Passport to Hell : Baron von Sydow, Police Commandant
- 1932 : Dans la nuit des pagodes (The Son-Daughter) de Clarence Brown : Fen Sha, alias The Sea Crab
- 1933 : Le Docteur Cornélius (Before Dawn) de Irving Pichel : Dr Paul Cornelius
- 1933 : Charlie Chan's Greatest Case de Hamilton MacFadden : Charlie Chan
- 1934 : As Husbands Go de Hamilton MacFadden :'Hippolitus Lomi
- 1934 : Mandalay de Michael Curtiz : Nick
- 1934 : Charlie Chan's Courage d'Eugene Forde : Charlie Chan
- 1934 : Le Retour de Bulldog Drummond (Bulldog Drummond Strikes Back) de Roy Del Ruth : Prince Achmed
- 1934 : Charlie Chan in London d'Eugene Forde : Charlie Chan
- 1934 : Le Voile des illusions (The Painted Veil) de Richard Boleslawski : General Yu
- 1935 : Charlie Chan in Paris de Lewis Seiler : Charlie Chan
- 1935 : Le Monstre de Londres (Werewolf of London) de Stuart Walker : Dr. Yogami
- 1935 : Charlie Chan en Égypte (Charlie Chan in Egypt) de Louis King : Charlie Chan
- 1935 : Shanghai de James Flood : Ambassador Lun Sing
- 1935 : Charlie Chan à Shanghaï (Charlie Chan in Shanghai) de James Tinling :Charlie Chan
- 1936 : Le Secret de Charlie Chan (Charlie Chan's Secret) de Gordon Wiles : Charlie Chan
- 1936 : Charlie Chan at the Circus d'Harry Lachman : Charlie Chan
- 1936 : Charlie Chan aux courses (Charlie Chan at the Race Track) de H. Bruce Humberstone : Charlie Chan
- 1936 : Charlie Chan à l'Opéra (Charlie Chan at the Opera) de H. Bruce Humberstone : Charlie Chan
- 1937 : Charlie Chan aux Jeux olympiques (Charlie Chan at the Olympics) de H. Bruce Humberstone : Charlie Chan
- 1937 : Charlie Chan à Broadway (Charlie Chan on Broadway) d'Eugene Forde : Charlie Chan
- 1937 : Charlie Chan at Monte Carlo d'Eugene Forde : Charlie Chan